# Власій (Моґирзан)
Власій Моґирзан (рум. Mitropolit Vlasie, в миру Василь Моґирзан, рум. Vasile Mogârzan; 18 жовтня 1941, Слатіна, Румунія) — єпископ неканонічної Румунської старостильної церкви, з 1992 — її четвертий предстоятель.

## Біографія
Народився 18 жовтня 1941 року в Слатині і при хрещенні був названий Василем. У 1957 році вступив до монастиря Слетіора.
9 грудня 1968 року, в день Св. Аліпія Стовпника був пострижений в чернецтво, наречений іменем Власій. 15 грудня 1968 року, в день пророка Авакума, митрополитом Сильвестром Онофреєм був висвячений у сан ієродиякона, а 31 липня 1981 року — в сан ієромонаха.
25 квітня 1984 був обраний настоятелем монастиря Слетіоара. Неодноразово вступав в прямі конфлікти з комуністичним урядом Румунії, що змушував настоятеля відрахувати з монастиря монахів молодше 50 років.
11 серпня 1985 митрополитом Сильвестром Онофреєм і єпископом Демосфеном Немцеанулом хіротонізований на єпископа.
5 (18) травня 1992 року обраний предстоятелем Православної старостильної церкви Румунії.
Після подій 1989 року, з огляду на той факт, що Румунська старостильна церква стала користуватися в країні повною свободою, митрополит Власій 1 січня 1995 року одержав диплом богослова в Центрі православних традиціоналістських досліджень в Етні, штат Каліфорнія.